# لیربروک
لیربروک (به هلندی: Leerbroek) یک منطقهٔ مسکونی در هلند است که در زیدریک واقع شده‌است. لیربروک c نفر جمعیت دارد.

## نگارخانه

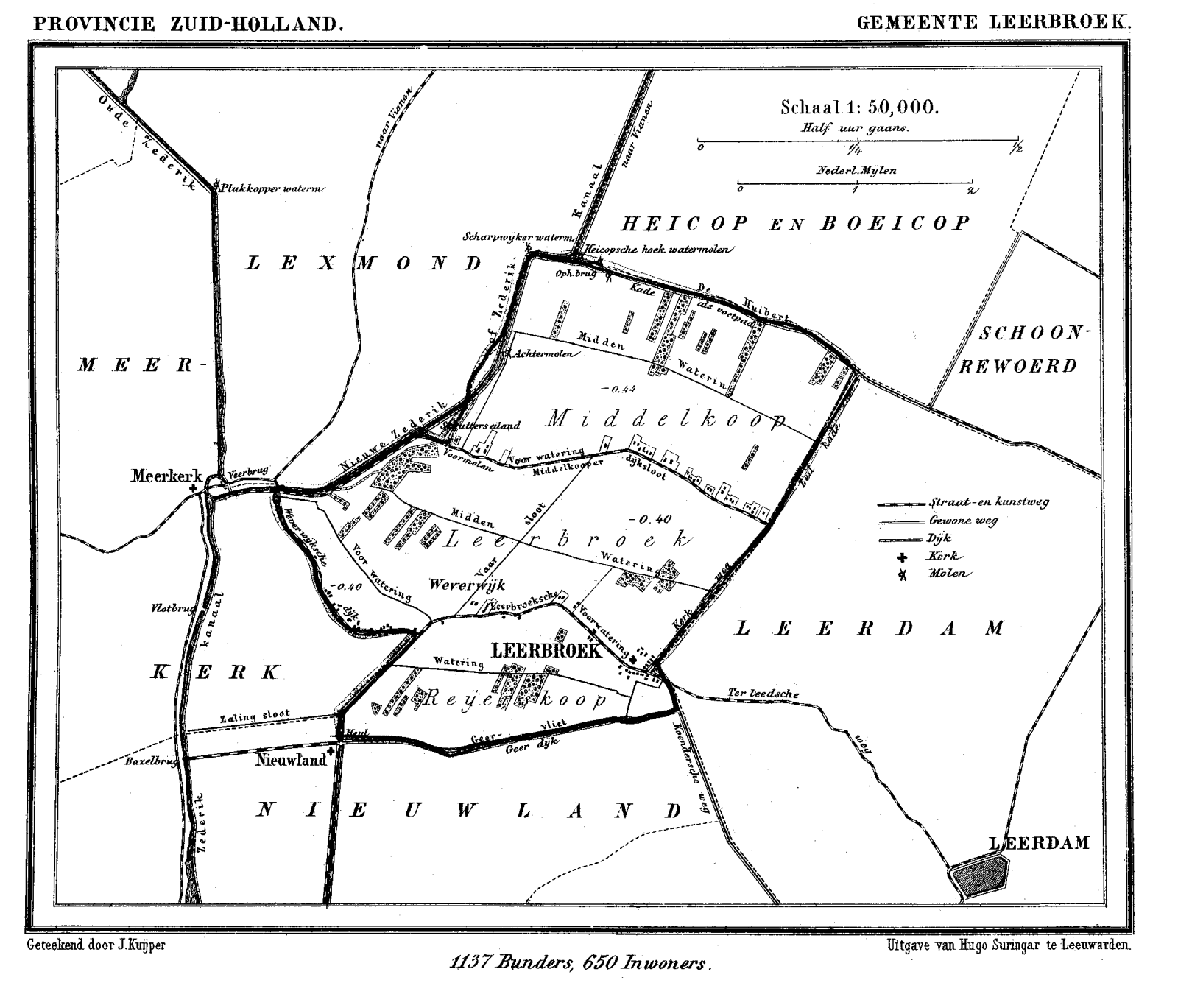
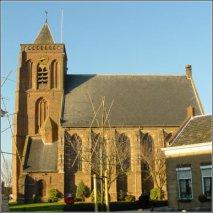